# Тетракаїн
Тетракаїн (також відомий як дикаїн, аметокаїн(amethocaine)) — місцевий   анестетик з групи естерстерів (заст. ефіри), що застосовується для поверхневого знечулення очей, носа або горла. Його також можна наносити на шкіру перед початком внутрішньовенного введення (ін'єкції чи інфузій), щоб зменшити біль від процедури. Зазвичай його наносять у вигляді рідини на ділянку знечулення. Суміш діє при застосуванні в очах через 30 секунд (з моменту закапування) та триває менше 15 хвилин.

## Історія
Тетракаїн був запатентований у 1930 році, а в медичному застосуванні — у 1941 році. Він входить до списку основних лікарських засобів ВООЗ та Національного переліку основних лікарських засобів (Україна).

## Медичне використання
При ситематичному перегляді досліджень застосування тетракаїну у відділеннях невідкладної допомоги, особливо для початку внутрішньовенних введень у дітей, з огляду на його знеболювальні та економічні властивості — не виявило поліпшення канюляцій із першої спроби.
Тетракаїн також є складовою суміші ТАК (англ. TAC): 5-12 % тетракаїну, 0,05 % адреналіну та 4 % або 10 % кокаїну гідрохлориду, що застосовується при хірургії вух, носа та горла та у відділеннях невідкладної допомоги, де швидко потрібно оніміння поверхні, особливо, коли діти отримали травми ока, вуха або інших чутливих місць.

## Механізм
У біомедичних дослідженнях тетракаїн використовується для зміни функції каналів вивільнення кальцію (ріанодінових рецепторів), які контролюють вивільнення кальцію з внутрішньоклітинних запасів. Тетракаїн є алостеричним блокатором функції каналів. При низьких концентраціях тетракаїн викликає початкове пригнічення спонтанних подій вивільнення кальцію (Ca+), тоді як при високих концентраціях тетракаїн блокує це повністю.

## Побічні дії
Поширені побічні ефекти включають короткий період печіння на місці застосування. Нечасто можуть виникати алергічні реакції. Тривале використання зазвичай не рекомендується, оскільки це може сповільнити загоєння ока. Неясно, чи безпечне використання під час вагітності для дитини. Тетракаїн входить до сімейства місцевих анестетиків ефірного типу.

## Синоніми
Intercain, Medicain, Pantocain, Pontocaine, Pontocaine hydrochloride, Tetracaini hydrochloridum, Tetracaine hydrochloride, Ametop, Amethocaine, Anethaine, Decicain, Felicain, Foncaine

### Торгівельні марки
Altacaine, Ametop Gel, Niphanoid, Pontocaine (5, Dps, Pws), Supracaine, Tetracaine, Tetracaine Hydrochloride, TetraVisc (Forte)

### Дженерики
Леокаїн, Blt 3, Burn Cream, Burn Solution Cream, Comfortox Tetracaine, Eclipse Topical Analgesic LL, Minims Tetracaine Hydrochloride, NeuroMed LA, NeuroMed Topical Analgesic LA, Numfast Tetracaine Green, Pain Prescriptives Topical Analgesic LL, Plush anesthetics T, Supracaine Aem, Tetracaine2, Tetragel Punch Topical Analgesic, Viractin Gel, Viractin Moisturizing Cream, Rexocaine,